# Bedosia batesii
Bedosia batesii is een vlinder uit de familie van de Mimallonidae. De wetenschappelijke naam van de soort is voor het eerst geldig gepubliceerd in 1854 door Newman.